# Milliken, Colorado
Milliken är en stad (town) i Weld County, i delstaten Colorado, USA. Enligt United States Census Bureau har staden en folkmängd på 5 741 invånare (2011) och en landarea på 30,4 km².